# Pump Up the Jam
Singles de Technotronic
Get Up! (Before the Night Is Over)
(1990)
Pistes de Pump Up the Jam: The Album
Get Up ! (Before the Night Is Over)
(2)
Pump Up the Jam, plus littéralement « Envoie la sauce » (monte le son), est une chanson du groupe belge Technotronic sortie en 1989 sous le label Swanyard Records. Premier single extrait de leur premier album Pump Up the Jam: The Album, la chanson a été écrite par Manuela Kamosi, Thomas De Quincey (Jo Bogaert) et produite par Thomas De Quincey. Le single a rencontré un grand succès et a atteint la première place des hit-parades en Belgique et en Espagne.

## Liste des pistes
Plusieurs versions et rééditions ont été produites pour les singles de Pump Up the Jam.
4 pistes
1. 7" Version — 3:38
2. Vocal Attack — 5:26
3. Jam Edit Mix — 4:58
4. Original Mix — 5:03

5 pistes
1. Tin Tin Out Of the Radio Mix — 3:52
2. Dancing Divaz Radio Mix — 3:51
3. London Jam — 4:58
4. Tin Tin Out Of the Club Mix — 7:16
5. Dancing Divaz Master Mix — 5:33

8 pistes
1. Dancing Divas Radio Mix — 3:52
2. Dancing Divas Master Mix — 5:35
3. Sequential One Club Mix — 5:16
4. Tin Tin Out Club Mix — 7:17
5. Sequential One Radio Mix — 3:36
6. Tin Tin Out Radio Mix — 3:52
7. SOL Brothers Pumpin Mix — 8:19
8. Pulsar Village Mix — 5:52

Remixes
1. U.S. Mix — 6:53
2. Sunshine Mix — 4:39
3. Hithouse Mix — 7:52
4. The Punami Mix — 6:18
5. Todd Terry Dome Mix — 5:24
6. Top FM Mix — 4:41
7. Vocal Attack Mix — 5:22
8. B-Room Mix — 4:52

The Remixes
1. U.S. Mix par David Morales — 6:56
2. Sunshine Mix par David Morales — 4:41
3. Hithouse Mix par Peter "Hithouse" Slaghuis — 7:56
4. Top FM Mix par Kevin J. & R. Cue — 4:44
5. The Punami Mix par The Wing Command — 6:20
6. B-Room Mix par David Morales — 4:53
7. Manouche Jazz Remix par The Lost Fingers — 3:49

'96
1. Tin Tin Out Radio Mix — 3:51
2. Sol Brothers Pumpin' Mix — 8:18
3. Dancing Divas Mix — 8:12
4. Seventies Jam Part 2 — 5:28
5. Sol Brothers Deep Vocal Mix — 7:58
6. Pulsar Village Mix — 5:50

The Sequel
1. Tin Tin Out Radio Mix — 3:51
2. Sequential One Radio Mix — 3:34
3. Pulsar Radio Mix — 3:15
4. Village Mix — 5:51
5. Dancing Divaz Master Mix — 5:34
6. Sequential One Club Mix — 5:15

## Classements et certifications

### Classements hebdomadaires
| Classement (1989–1990)                          | Meilleure position |
| ----------------------------------------------- | ------------------ |
| Allemagne (Media Control AG)                    | 2                  |
| Australie (ARIA)                                | 4                  |
| Autriche (Ö3 Austria Top 40)                    | 2                  |
| Belgique (Flandre Ultratop 50 Singles)          | 1                  |
| Belgique (Flandre VRT Top 30)                   | 1                  |
| Canada (RPM 100 Singles)                        | 4                  |
| Canada (RPM 30 Retail Singles)                  | 1                  |
| Canada (RPM 20 Dance Singles)                   | 1                  |
| Espagne (AFYVE)                                 | 1                  |
| États-Unis (Billboard Hot 100)                  | 2                  |
| États-Unis (Cash Box)                           | 1                  |
| États-Unis (Hot Dance Club Play)                | 1                  |
| États-Unis (Hot Dance Music/Maxi-Singles Sales) | 1                  |
| États-Unis (Hot R&B/Hip-Hop Singles)            | 10                 |
| France (SNEP)                                   | 7                  |
| Italie (FIMI)                                   | 5                  |
| Norvège (VG-lista)                              | 5                  |
| Nouvelle-Zélande (RMNZ)                         | 4                  |
| Pays-Bas (Nederlandse Top 40)                   | 2                  |
| Pays-Bas (Single Top 100)                       | 2                  |
| Royaume-Uni (UK Singles Chart)                  | 2                  |
| Suède (Sverigetopplistan)                       | 4                  |
| Suisse (Schweizer Hitparade)                    | 2                  |

| Classement (1996) 1            | Meilleure position |
| ------------------------------ | ------------------ |
| Royaume-Uni (UK Singles Chart) | 36                 |

| Classement (1998) 2             | Meilleure position |
| ------------------------------- | ------------------ |
| Belgique (Flandre Ultratip 100) | 7                  |
| Allemagne (Media Control AG)    | 25                 |
| Autriche (Ö3 Austria Top 40)    | 34                 |

| Classement (2005) 3                  | Meilleure position |
| ------------------------------------ | ------------------ |
| Allemagne (Media Control AG)         | 72                 |
| Belgique (Flandre Ultratop 50)       | 46                 |
| États-Unis (Hot Dance Singles Sales) | 24                 |
| Finlande (Suomen virallinen lista)   | 11                 |
| Irlande (IRMA)                       | 25                 |
| Royaume-Uni (UK Singles Chart)       | 22                 |

| Classement (1989)             | Position |
| ----------------------------- | -------- |
| Italie (FIMI)                 | 21       |
| Pays-Bas (Nederlandse Top 40) | 21       |
| Pays-Bas (Single Top 100)     | 12       |

| Classement (1990)                | Position |
| -------------------------------- | -------- |
| Australie (ARIA)                 | 27       |
| Canada (RPM Top 100 Hit Tracks)  | 55       |
| Canada (RPM Top 50 Dance Tracks) | 38       |
| États-Unis (Billboard Hot 100)   | 13       |
| Suisse (Schweizer Hitparade)     | 17       |

| Pays              | Certification | Date             | Ventes certifiées |
| ----------------- | ------------- | ---------------- | ----------------- |
| Australie (ARIA)  | Platine       | 1990             | 70 000            |
| États-Unis (RIAA) | Platine       | 13 décembre 1989 | 1 000 000         |
| Pays-Bas (NVPI)   | Or            | 1990             | 40 000            |
| Royaume-Uni (BPI) | Or            | 1er janvier 1990 | 400 000           |

## Reprises
Le groupe FM Belfast fait une reprise sur son album How to make friends en 2008.
Le groupe The Lost Fingers fait une reprise sur son album Lost in the 80's paru en 2009.
La rappeuse Coi Leray sample la musique dans son single Make my day paru le 23 mai 2023.